# Lampides chinee
Lampides chinee är en fjärilsart som beskrevs av Robert Christopher Tytler 1912. Lampides chinee ingår i släktet Lampides och familjen juvelvingar. Inga underarter finns listade i Catalogue of Life.